# Pavel Blažka
Pavel Blažka (6. října 1928 Bratislava – 6. května 2016) byl český odborník v oblasti fyziologie vodních živočichů. Byl jedním ze zakladatelů a prvním děkanem Biologické fakulty JU (1992–1998), členem Vědecké rady Grantové Agentury ČR (1992–1999) a od roku 2001 byl členem Vědecké komise Akademie věd ČR. Od roku 2003 byl v důchodu, na částečný úvazek vypomáhal na Biologické fakultě JU.
Konkrétní vědecké zaměření:
- dýchání a katabolismus proteinů u ryb a korýšů
- dlouhodobé změny chemie povrchových vod Československa
- anaerobní metabolismus ryb